# Lazzaro Liuni
Leandro Hernán Lazzáro Liuni (* 8. března 1974, Buenos Aires, Argentina) je bývalý argentinský fotbalista, který mj. působil v české Gambrinus lize.

## Klubová kariéra
V roce 1994 začal Lazzaro svou fotbalovou kariéru v týmu CA Nueva Chicago v druhé argentinské lize. Poté zamířil v roce 1998 do České republiky, do Slovanu Liberec jej přivedl fotbalový agent Pavel Zíka , nejprve se rozehrával v tehdy třetiligovém klubu FC Turnov a poté se v Liberci během čtyř sezón skutečně stal oporou klubu. Při svém debutu na českých prvoligových trávnících nasázel hattrick do sítě Opavy.
Ve finále českého poháru v sezóně 1999/00 vstřelil oba góly Liberce proti Baníku Ratíškovice (Liberec vyhrál 2:1).
V sezoně 1998/1999 navíc získal za 9 gólů ocenění pro nejlepšího cizince české ligy, toto ocenění získal za dobu působení v ČR celkem dvakrát.
Jeho výkony neušly oku vedení fotbalové Sparty, kam přestoupil v lednu 2001. Ve Spartě však nastupoval jen málo a po sezoně a půl odešel hrát do Serie B do italského klubu Salernitana Calcio. V české lize se poté již neobjevil.
V italských nižších soutěžích dále působil v klubech ASG Nocerina, Ravenna Calcio, SSD Tivoli Calcio 1919 a SSD Pro Sesto Calcio. V roce 2006 se vrátil do rodné Argentiny do klubu CA Tigre.
V první sezóně za CA Tigre pomohl klubu k postupu do argentinské nejvyšší soutěže (Primera División). Lazzáro zůstal a stal se důležitou součástí týmu, jenž hrál na nejvyšší úrovni v Argentině poprvé od roku 1980. Lazzáro dokončil podzimní část sezóny (zvanou Apertura, jarní část se jmenuje Clausura, titul se uděluje v obou částech) jako nejlepší střelec klubu s 10 góly v 18 utkáních a pomohl CA Tigre k zisku 2. místa v Apertuře (2007).
V lednu 2008 podepsal smlouvu s CA Estudiantes, kde si zahrál po boku Juana Sebastiána Veróna. Po půl roce se vrátil do CA Tigre.
Naposledy (jaro 2012) hrál druhou argentinskou ligu za Deportivo Merlo.